# Чирпан
 Тази статия е за града.  За върха в Антарктика вижте  Чирпан (връх).  
Чирпàн е град в Южна България, област Стара Загора, и е разположен в Северна Тракия. Той е трети по големина в областта след Стара Загора и Казанлък. Градът е административен център на община Чирпан и има богати културни традиции. Чирпан е известен със своите ножове и като родното място на поета и революционер Пейо Яворов. Жителите на града се наричат чирпанци и чирпанлии. По данни на ГРАО към 15 март 2024 г. в града живеят 14 672 души по настоящ адрес и 16 575 души по постоянен адрес.

## География
Чирпан е разположен в южното подножие на Чирпански възвишения (651 m). Намира се на 39 km югозападно от Стара Загора и на около 50 km от Пловдив. Разполага с жп гара на линията София – Бургас. Край града минават АМ Тракия, с която има изградена удобна връзка и АМ Марица. Климатът в района е преходно-континентален със слабо изразено средиземноморско влияние.

## История

### Древност и Средновековие
Историческите документи дават основание да се смята, че градът е съществувал на сегашното си място от началото на 15 век. Той се смята за наследник на тракийско-римски и средновековен град, наречен Карасура или Алексиополис, който се намира на 6 км от сегашното местоположение на града. Смята се, че Чирпан е основан от преселници от този град след разрушаването му. Името на Чирпан се смята, че произлиза от римското име на селището и е свързано най-вече с извора Текир, около който се формира градът.

### Освободителни борби
След Освобождението на България през 1878 г. гражданите на Чирпан са сред първите, които започват организирана борба за обединението на България и записват името на града в революционната летопис на Съединисткото движение. Днес на датата 6 септември (Деня на Съединението) се отбелязва празникът на града. 
През Възраждането, периода 18 – 19 век, Чирпан се характеризира като град с добре развито земеделие и занаяти, но в следосвобожденския период занаятите западат заради загубата на пазари в Османската империя, макар че все още процъфтяват лозарството и винарската промишленост.

### Чирпанско земетресение от 1928 г.
През 1928 година градът е силно засегнат от Чирпанското земетресение. В помощ на пострадалото население, при разчистването на руините, търсенето на оцелели, изграждането на палаткови лагери, продоволствието и храненето на оцелелите, са се включили активно скаути от съществуващата по това време „Организация на българските младежи разузнавачи“ (ОБМР).
Земетресение с магнитуд 6,9 по Рихтер разтърсило Чирпанско. Точно на 14 април 1928 г. – Велика събота, малко преди обяд силен земен трус с център седем-осем километра северозападно от Чирпан разтърсва града и околните му села. Четири дни по-късно на 18 април вечерта друг силен трус с център близо до Пловдив довършва разрушенията, които първия трус започва.
Земетресението е толкова силно, че е отбелязано от сеизмичните станции в Северна Америка. Материалните щети от него са огромни. При двата труса са разрушени напълно 26 000 сгради, 21 000 са полуразрушени. Загинали са 128 души, а около 500 души са ранените. Разрушени са почти всички сгради в Чирпан и Борисовград (днешен гр. Първомай). Хиляди семейства остават без покрив, деформирани са жп линии, изменен е дебитът на кладенците и изворите – за известно време изчезва Меричлерският минерален извор.
В продължение на 11 дни земята се люлее през час с различна сила. Родният град на Яворов е сринат напълно. Пловдив е засегнат тежко. Оцелява само Старият град. Земетресението отнема живота на 114 души, ранените са 1000, разрушените сгради са 73 280 сгради. При първия трус малко преди обяд на 14 април скалата на Форел-Меркели отчита 10-а степен. Първо рухват покривите, после се разцепват стените. Пловдив, Чирпан и Първомай се евакуират в полето. Най-страшното обаче идва в последните часове на 18 април. Трусът от 11-а степен по Форел-Меркели е опустошителен за Пловдив и цялата област. Правителството на Андрей Ляпчев изпраща самолет до засегнатия район, защото телефонните връзки са прекъснати. Цар Борис III, който по същото време е във Варна, спешно пристига в Чирпан. После царят се премества в Пловдив и лично ръководи акцията за спасяване на населението.
След опустошителното земетресение от 1928 г. в Чирпан в красив парк са построени пет обширни болнични сгради. За чирпанската болница е получена щедра помощ от Полския Червен кръст. Болницата е учредена с Акт от 08.11.1928 г., подписан от Цар Борис ІІІ, членове на Българското Царско правителство и Правителството на Полска Република, както и от чирпански народни представители, Кмета на града и чирпанския болничен лекар д-р Христо Златаров. По онова време народният представител Крум Кораков прави критична бележка, че това е луксозна болница, изпреварила времето си. Така се създава възможност за разгръщане на болничната дейност в региона. От създаването на болницата и до днес в нея се лекуват жителите на две общини – Чирпанска и Братядаскаловска.

### 20-ти век
До 1989 г. са развити машиностроителната, текстилната и винарската промишленост. Машиностроителната промишленост е представена от завод „Бъдещност“ – производство на хидравлични системи, завод „Ангел Пеев“ – производство на машини за хранително-вкусовата промишленост.
Представител на текстилната промишленост е завод „23 септември“ (ново име „Чарита“) за производство на конфекция. Продукцията се реализира изключително в чужбина. Винпром Чирпан в миналото е най-големият производител на пенливо вино на Балканския полуостров под известна марка „Искра“. Особено популярна е т.нар. червена „Искра“. През 90-те години на 20 век Винпром Чирпан произвежда ракия „Чирпанска грапа“.
В града е разположена първата птицеферма на групата „Градус“.
След 1989 г. местната икономика запада поради суровинната ограниченост и структурни неуредици. Понастоящем добре се развива козметичната индустрия, чиито представител е фирмата „Евтерпа козметик“.
На местни избори през 1991 г. за кмет е избран Петър Попдимитров – издигнат от БЗНС. На местни избори през 1995 г. за кмет е избран Петьо Стойчев – издигнат от БСП. На местни избори през 1999 г. е избран Стоил Стоилов – издигнат от Партия „Евролевица“. 

### 21-ви век
От 2005 – 2006 в Общината започва да работи завод за консерви и замразени плодове и зеленчуци – АНКЪЛ СТАТИС, собственост на гръцки инвеститори. Заводът е закрит през 2011 г.
След 2000 година се развиват малките изби за производство на вино.
В последните години в полупланинското село Могилово се изгради Винарска изба Midalidare Estate със собствени масиви от лозя, която предлага и програми за винен туризъм. През септември 2014 отвори врати луксозен Спа хотел в село Могилово.
В Чирпан към 25.09.2023 г. куриерска фирма „Еконт“ има 2 офиса, единият от които е за градска и общинска логистика, а куриерска компания „Спиди“ – също 2 офиса. И четирите офиса се обслужват от съответните им логистични центрове в Стара Загора. През 2023 г. в града се изгради ритейл парк, с няколко атрактивни търговски обекта, сред които и магазин „Била“.
На местните избори през 2003 година за кмет на Чирпан е избран Васил Донев, издигнат като независим кандидат, но подкрепен от БЗНС - Народен съюз, ПД „Социалдемократи“ и Обединения блок на труда. На Следващите избори през 2007 година той е преизбран. На последните избори Донев остава втори, след кандидатата издигнат от БСП Кичка Петкова. Петкова успява да спечели на първия тур 2359 гласа или 23,42% и на втория тур 5843 гласа или 57,14% от гласоподавателите. На изборите проведени 2015 г. за втори пореден път печели кандидата на БСП Кичка Петкова, която на балотажа успява да победи опонента си от ГЕРБ Христо Стефанов.
Според Закона за местното самоуправление и местната администрация управлението на град Чирпан е съставено от градоначалник и общински съвет от 21 съветници. На всеки четири години се избира нов общински съвет и кмет. Разпределението на местата в общинския съвет след последните избори от 23 октомври 2011 година, при изборна активност от 53,87%, е следното:
| Партия                                                          | Изборен резултат | Получени гласове | Места |
| --------------------------------------------------------------- | ---------------- | ---------------- | ----- |
| БСП                                                             | 24.82%           | 2474             | 8     |
| ГЕРБ                                                            | 20.34%           | 2027             | 7     |
| Коалиция Чирпан (ДСБ, ВМРО-БНД, ПД Социалдемократи, ЛИДЕР, ЗНС) | 17.41%           | 1735             | 6     |

Председател на Общинския съвет – Христо Стефанов /ГЕРБ/, издигнат от ПП ГЕРБ и подкрепен от БСП
Общински съвет (2015 – 2019)
| Партия                           | Получени гласове | Места |
| -------------------------------- | ---------------- | ----- |
| БСП                              | 2278             | 7     |
| ГЕРБ                             | 1758             | 5     |
| Коалиция Чирпан                  | 1183             | 4     |
| ДПС                              | 1338             | 4     |
| Росен Василев Иванов – независим | 538              | 1     |

Председател на Общинския съвет – Даниела Драгийска /БСП/, издигнат от ПП БСП и подкрепена от ДПС

## Население
Жителите на града са основно православни християни.

### Преброявания на населението
Численост на населението според преброяванията през годините:
| \| Година на преброяване \| Численост \| \| --------------------- \| --------- \| \| 1934 \| 11 288 \| \| 1946 \| 13 220 \| \| 1956 \| 15 432 \| \| 1965 \| 17 863 \| \| 1975 \| 20 571 \| \| 1985 \| 20 452 \| \| 1992 \| 19 940 \| \| 2001 \| 18 171 \| \| 2011 \| 15 532 \| |           |
| Година на преброяване | Численост |
| 1934 | 11 288    |
| 1946 | 13 220    |
| 1956 | 15 432    |
| 1965 | 17 863    |
| 1975 | 20 571    |
| 1985 | 20 452    |
| 1992 | 19 940    |
| 2001 | 18 171    |
| 2011 | 15 532    |

### Етнически състав
Численост и дял на етническите групи според преброяването на населението през 2011 г.:
|                     | Численост | Дял (в %) |
| Общо                | 15 532    | 100       |
| Българи             | 11 731    | 75,52     |
| Турци               | 730       | 4,69      |
| Цигани              | 667       | 4,29      |
| Други               | 19        | 0,12      |
| Не се самоопределят | 128       | 0,82      |
| Неотговорили        | 2257      | 14,53     |

## Култура и развлечения

### Религия
Църквата „Св. Богородица“ – 1835 г. е първият голям християнски храм в гр. Чирпан. Интерес представляват и другите църкви: катедралният храм „Свети Архангел Михаил“ – 1859 г., църквите „Св. св. Кирил и Методий“ и „Свето Възнесение Господне“-1857 г., а в един от парковете на града се намира и храм „Св. Илия“-1895 г. в непосредствена близост е разположен и православен молитвен дом.

### Забележителности

#### Къща музей „Пейо Яворов“
Къщата музей „Пейо Яворов“ - родната на поета Пейо Яворов - се намира в централната част на град Чирпан. Обявена е за музей на 31 октомври 1954 г. по повод 40-годишнината от смъртта му, а в бр. 72 на Държавен вестник от 1977 г. е обявена и за архитектурно-строителен паметник. Още преди официално да бъде обявена за музей, къщата е обект на посещения. През 1924 г. за 10-годишнината от смъртта на поета домът му е посетен от Гео Милев (друг голям български поет) и други творци. Заради това по-късно голямата сестра на Яворов отделила една от стаите на къщата за почитатели на поета. Поетът е считан за един от родоначалниците на символизма в българската лирика. Експозицията на музея в Чирпан представя оригиналната битова подредба на кухнята, гостната (наричана „средната стая“) и т.нар. „Пейова“ стая. В гостната може да бъде видян портретът на Хаджи Димитър и Стефан Караджа (български революционери и радетели за освобождение от османско владичество), свидетелстващ за отношението на семейството към борбата за освобождение. Гостната е запазена във вида, в който семейство Яворови я е подредило, готвейки се да посрещне поета и съпругата му Лора през септември 1913 г. Средната стая била на майката на поета Гана Крачолова, където тя обичала да пее български народни песни. В Пейовата стая е запазена работната маса на поета, върху която е стояла любимата му книга – „Фауст“на Йохан Гьоте, и неговото легло с метални решетки. В тази стая Яворов е прекарал множество безсънни нощи, четейки стиховете на Ботев, Вазов, Пушкин, Лермонтов и Некрасов. На стената е окачен и портретът на Пушкин, който Яворов изрязва от руското сп. „Нива“ и поставя в рамка. В двора на къщата музей е поставен бюст-паметник на поета. През 1973 г. към музея е открита експозиционна зала. В нея са показани снимки и вещи, представящи живота и творчеството на Яворов – от стария Чирпан, ученическите му години в Пловдив, работата на поета като телеграфист в различни градове из България, участието му в културния кръг „Мисъл“. От 1968 г. в Чирпан се провеждат ежегодни Яворови януарски дни. Откриването им е на рождения ден на поета – 13 януари. Културното мероприятие е съпроводено с литературни четения, изложби, кръгли маси и др. В музея се организират и множество премиери на книги, конкурси и концерти. На 13 юли 2006 г. къщата музей „Пейо Яворов“ е включена в списъка на Стоте национални туристически обекта.

#### Художествена галерия „Никола Манев“
Художествената галерия „Никола Манев“ е наречена на художника Никола Манев и се намира в центъра на Чирпан. Зад изрисуваната фасада на дома, изграден преди век и половина от местен турски бей, се простира огромен двор, заобиколен от гъсти чемшири, а широката калдъръмена пътека води към съседната къща, където се е родил и отраснал Пейо Яворов. „Къщата на бея“, както я наричат старите жители на града, e една от най-красивите стари възрожденски къщи в града. През месец април 2000 г. световноизвестният художник Никола Манев, който е роден в Чирпан я купува и превръща в галерия. За целта къщата е реставрирана и обзаведена с картини на автора. Приятелят на художника – българинът Илия Делев, който от дълги години живее в Бразилия и е един от основателите на музея „Земята и хората“ в София, му е подарил десет уникални кристала от Южна Америка, които са изложени в залите на галерията. Периодично галерията организира прояви съвместно с Общинска художествена галерия. Основен приоритет на галерията е даване на допълнителен тласък на културния живот в града и стимулиране работата на местните творци. Най-младият културен форум „Празници на свободния дух“, организиран от художествена галерия „Никола Манев“ в началото на месец септември, печели все повече приятели и превръща Чирпан в европейска културна сцена. По покана на световноизвестния художник почитатели на изкуството от Стария континент се събират в двора на галерия „Никола Манев“, превърнат в импровизирана сцена на открито, на която се изявяват именити българи, които творят по света и в България. Форумът завършва с присъждане на награди за литература, поезия и изобразително изкуство. От 2007 г. художествена галерия „Манев“ в Чирпан е част от 100-те национални туристически обекта, като е включена под № 71 заедно с родния дом на Пейо Яворов в града и с манастира „Свети Атанасий“ край близкото село Златна ливада, смятан за най-стария манастир в Европа.

#### Палеонтологичен музей „Гема-Свят“
Частният палеонтологичен музей "Гема-Свят" в Чирпан е открит на 04.09.2017 г. Той е плод на дългогодишните усилия на любителя-палеонтолог Петър Попдимитров (бивш кмет и почетен гражданин на Чирпан), който над 6 десетилетия събира останки от далечното минало на чирпанските земи. В музея са подредени над 5 хиляди експоната, впечатляващи със сензационните свидетелства за обитателите по нашите земи. На първия етаж на музея са палеонтологичните находки – черепи на антилопи и газели, носорози, жирафи, ленивци, хиени, мечки, хоботни животни и различни видове мастодонти – животни, живели край Чирпан преди милиони години. Най-впечатляващ от тях е добре запазеният и един от четирите в света череп на дейнотериум, На втория са разположени артефакти, датиращи отпреди 360 – 350 милиона години – има археология, неща от палеолита, неолит, бронзовата епоха, трако-римски находки и средновековие. В източния край са разположени и десетина платна на известни художници. На този етаж е експониран и световно значимият зъб на човешко същество от вида Грекопитек, живяло преди повече от 7 млн. години в района на Чирпан.

#### Исторически музей – Чирпан
Историческият музей в град Чирпан е създаден през 1998 година и е един от големите български музеи в страната. Той разполага с четири големи изложбени зали, няколко работни кабинета предназначени за научните отдели: Етнография, Археология и История. Историческия музей също така разполага с оборудване предназначено за реставриране, както и семинарна зала. Музеят е известен с научните и изследователски дейности, които развива на територията на град Чирпан и региона. В него няма постоянна експозиция. Подредени са експозиции от различни периоди и са с различна тематика. Основните колекции съхранени в Историческия музей в Чирпан включват: снимки, документи и вещи свързани с миналото на града и околностите. Музеят пази лични вещи и материали, свързани с известни дейци от възрожденския период, периода на борбите за съединение на българските земи, бита и културата по тези земи. Музеят е известен с изготвянето на различни късометражни филми свързани с историята на местното население и култура, както и с издаването на историко-културното списание „Наше Минало“. Най-известният археологически обект на Исторически музей Чирпан е местността Карасура, намираща се на изток от града, в близост до южните склонове на Средна гора. Мястото е запечатало исторически свидетелства датиращи от четвъртото хилядолетие преди новата ера до късното средновековие през четиринадесети век. Проучванията на местността са започнали през 1981 година от български и чуждестранни изследователи. При изследванията са открити десет кули, три големи порти, жилищни и църковни постройки разположени в укрепена част, както и извън нея. Уникални са откритите каменни колони с надписи, култови паметници и скулптури от различни епохи, както и много монети и оръдия на труда. В музея също така са изложени богата колекция от накити и украшения както и над 250 различни възстановени керамични съдове. Интерес будят някои от съдовете с красиви форми и украси, датиращи от девети век. Изложените експозиции си заслужава да бъдат разгледани, заради уникалността и периодите, през които са били изработени. Много от изследователите твърдят, че откритията са достойни за световноизвестни музеи по цял свят.

#### Археологически обект Карасура
Археологически комплекс Карасура е разположен на 6 км североизточно от Чирпан, в южните склонове на Средна гора, край село Рупките. Обхваща селищна могила Калето и околността, както и южно разположения хълм Кайряка. Археологическият обект Карасура се проучва от 1981 г. от български и немски изследователи. Съпоставянето на писмените извори и археологическите дадености локализират там римската крайпътна станция Карасура. Разкрити са три порти, десет кули, църковни и жилищни постройки, както в укрепената част, така и извън нея. През XI век селището се е разраснало и населението е обитавало район с площ от около 1000 дка. От епохата на Средновековието до съвременността са разкрити три църкви. Откритият при археологическите експедиции материал е много богат и включва архитектурни елементи, каменни колони с надписи, скулптурни и култови паметници от пред християнската епоха, оръдия на труда, монети. Богата е колекцията от средновековни накити. Намерена е керамика от различните епохи, от която са възстановени над 250 съда. Между тях се откроява колективната находка от около 30 съда с изящни форми и украси, датирана от XI в. Към момента обектът не приема посетители.

### Редовни културни събития и фестивали
- 13 - 15 януари – Яворови януарски дни
- Националната литературна награда „Яворови януарски дни“, която се връчва на всеки пет години за цялостно творчество в областта на поезията.
- 2 май – Фолклорен фестивал „Гласове и ритми от Тракия“ в село Златна ливада до Манастир „Св. Атанасий Велики“
- Юни, около Спасовден – Гъдуларско надсвирване „Дядо Вичо Бончев“ в с. Спасово
- Юни, около Еньовден – Международен фестивал на лавандулата в Чирпан и с. Средно градище
- 6 септември – Ден на Съединението и празник на град Чирпан. Септемврийска празнична програма:
- Рок фест Чирпан
- Празник на лютеницата и чирпанската наденица
- Празници на изкуствата „Никола Манев“
- Октомври – Празник на виното „Винониада“ в с. Винарово

### Кухня
- Кюфтета по чирпански

### Спорт
Местният футболен отбор е ФК „Чирпан“. Отборът има 27 участия в Б група. Най-големият успех на чирпанския футбол е участието на финала за Купата на съветската армия през 1983 година. През сезона 2009/2010 година се състезава в Югоизточна В група. Президент на клуба до 2012 г. е Ивайло Крачолов. От 2015 година президент на клуба е Христо Мигнат. През сезон 2016/2017 година отбора се състезава в „А“ Областна футболна група – Стара Загора.
В града съществува волейболен клуб „Яворов“ при СУ „Пейо Крачолов Яворов“ – Чирпан. През 2010 година в Държавното първенство за момичета до 15 г. отборът заема 4-то място в група А.
Ежегодно в града се провежда състезание по спортни танци, организирано от клуб „Меджик степ – Чирпан“ и Българската федерация по спортни танци (БФСТ).

## Личности
- Атанас Стоев (р. 1944), акордеонист, композитор, аранжор и певец
- Атанаска Тодорова (1896 – 1979), народна певица
- Велизар Пеев (1859 – 1938), военен и предприемач, основател на едноименната фарбика
- Владимир Д. Милков, 30-годишен, македоно-одрински опълченец, чиновник, средно образование, 1 рота на 10 прилепска дружина, орден „За храброст“ IV степен[6]
- Георги Данчов – Зографина (1846 – 1908) – художник, сподвижник и приятел на Васил Левски
- Георги Димитров, български революционер от ВМОРО, четник на Петър Ангелов[7]
- Димитър Данаилов (1921 – 1992), поет
- Душо Хаджидеков (ок. 1827 – 1878), възрожденски деец, дарител, участник в националноосвободителното движение
- Димитър Недялков Матевски (1835 – 28 октомври 1882), учител, книжовник, автор на книги и учебници, ръководител и създател на съединисткото движени в Юж. България, сподвижник и приятел на Васил Левски
- Златина Делирадева (р. 1942), диригент и музикален педагог
- Иван Димов (1897 – 1965), драматичен и филмов артист
- Константин Аврамов, български революционер от ВМОРО, четник на Кръстьо Българията[8] и на Иван Наумов Алябака[9]
- Константин Крачолов (1884 – 1906), български революционер от ВМОРО
- Константин Нунков (1877 – 1905), български революционер, деец на ВМОК, войвода на ВМОРО
- Манол Тодоров (1925 – 2019), музикант, фолклорист и педагог
- Михаил (Маноил) Н. Аврамов, македоно-одрински опълченец, 15 щипска дружина[10]
- Неделчо Гарванов, български революционер, назначен от Яне Сандански за ръководител на пункта на ВМОРО в Лъджене в 1905 година[11]
- Неделчо Максулев, български революционер от ВМОРО, четник на Константин Нунков[12]
- Никола Булгуров, български революционер от ВМОРО
- Никола Манев (1940 – 2018), български художник, изкарал голяма част от живота и кариерата си в гр. Париж (Франция), роден в гр. Пазарджик, но израсъл в гр. Чирпан
- Никола Пенев, български революционер от ВМОРО, четник на Михаил Чаков[13]
- Пейо Гарвалов (1876 – 1907) – български революционер от ВМОРО
- Пейо Яворов (1878 – 1914), поет и революционер
- Петьо Ослов, деец на ВМОРО, четник на Михаил Даев[14]
- Пимен Неврокопски (1906 – 1999), български духовник, неврокопски митрополит
- Стоян Заимов (1853 – 1932), български революционер и възрожденец, апостол на Априлското въстание
- Иван Колев (р. 1951) – български борец, олимпийски медалист
- Даскал Янко Тенев Кочев (1837 – 1913), учител, възрожденец и революционер, заточеник в Диарбекир
- Михаил Кочев (1878 – 1940) – музикален педагог, композитор и диригент
- Проф. д.с.н. Недю Василев Недев – учен, новатор / 12. юли 1926 г. с. Рупки, Чирпанско – 06. февруари 2018 г. гр. Пловдив /